# Diaphorina elegans
Diaphorina elegans är en insektsart som beskrevs av Burckhardt och Mifsud 1998. Diaphorina elegans ingår i släktet Diaphorina och familjen rundbladloppor. Inga underarter finns listade i Catalogue of Life.